# Libië op de Olympische Zomerspelen 1980
Libië nam deel aan de Olympische Zomerspelen 1980 in Moskou, Sovjet-Unie. Net zoals bij hun vorige twee deelnames werden er geen medailles gewonnen.

## Deelnemers en resultaten

### Atletiek
| Olympiër                                                    | Discipline   | Resultaat | Prestatie              |
| ----------------------------------------------------------- | ------------ | --------- | ---------------------- |
| Ahmed Mohamed Sallouma                                      | 200m (m)     | 44e       | serie 2: 6de in 22,88  |
| El-Mehdi Sallah Diab                                        | 400m (m)     | 36e       | serie 3: 6de in 49,89  |
| Salem El-Margini                                            | 800m (m)     | 25e       | serie 5: 4de in 1.50,0 |
| Marzouk Mabrouk                                             | 1500m (m)    | 29e       | serie 4: 9de in 3.54,3 |
| Bashir Al-Fellah Salem El-Margini Ahmed Seluma Elmehdi Diab | 4x400m (m)   | 19e       | serie 2: 6de in 3.16,7 |
| Issa Chetoui                                                | marathon (m) | 44e       | 2:38.01                |
| Enemri Najem Al-Marghani                                    | marathon (m) | 49e       | 2:42.27                |

### Gewichtheffen
| Olympiër               | Discipline | Resultaat | Prestatie                                                   |
| ---------------------- | ---------- | --------- | ----------------------------------------------------------- |
| Almabruk Mahmud Mahmud | -52kg (m)  | 15e       | trekken: 15de met 85kg stoten: 15de met 105kg totaal: 190kg |
| Ali Shalabi            | -56kg (m)  | 17e       | trekken: 19de met 95kg stoten: 17de met 120kg totaal: 215kg |

### Volleybal
| Olympiër | Discipline | Resultaat | Prestatie |
| --- | ---------- | --------- | --- |
| Ahmed Zoubi Awad Zakka Jamal Zarugh Kamaluddin Badi Miloud Zakka Mustafa El-Musbah Samid Sagar Adnan El-Khuja Ahmed El-Faghei | zaal (m)   | 10e       | groep B: 5de V van Roemenië: 0-3 (3-15, 1-15, 1-15) V van Polen: 0-3 (1-15, 3-15, 1-15) V van Brazilië: 0-3 (1-15, 2-15, 6-15) V van Joegoslavië: 0-3 (2-15, 1-15, 1-15) 9-10de plek: V van Italië: 0-3 (2-15, 1-15, 4-15) |

| Groep B |             |             |             |             |             |             |             |        |        |        |        |
| #       | Land        | Wedstrijden | Wedstrijden | Wedstrijden | Wedstrijden | Wedstrijden | Wedstrijden | Punten | Punten | Punten | Punten |
| #       | Land        | G           | W           | V           | SW          | SV          | SR          | SPW    | SPL    | Saldo  | Punten |
| 1       | Polen       | 4           | 3           | 1           | 11          | 5           | +6          | 221    | 172    | +49    | 6      |
| 2       | Roemenië    | 4           | 3           | 1           | 10          | 5           | +5          | 215    | 138    | +77    | 5      |
| 3       | Brazilië    | 4           | 2           | 2           | 9           | 8           | +1          | 215    | 196    | +19    | 4      |
| 4       | Joegoslavië | 4           | 2           | 2           | 8           | 8           | 0           | 189    | 177    | +12    | 3      |
| 5       | Libië       | 4           | 0           | 4           | 0           | 12          | -12         | 23     | 180    | -157   | 3      |

| Ronde       | Datum  | Plaats      | Land | Score | Land |
| ----------- | ------ | ----------- | ---- | ----- | ---- |
| Groepsfase  |        |             |      |       |      |
| 20 juli     | Moskou | Roemenië    | 3-0  | Libië |      |
| 24 juli     | Moskou | Polen       | 3-0  | Libië |      |
| 26 juli     | Moskou | Brazilië    | 3-0  | Libië |      |
| 28 juli     | Moskou | Joegoslavië | 3-0  | Libië |      |
| 9-10de plek |        |             |      |       |      |
| 30 juli     | Moskou | Italië      | 3-0  | Libië |      |

### Wielersport
| Olympiër                                                      | Discipline         | Resultaat | Prestatie |
| Baan                                                          | Baan               | Baan      | Baan |
| ------------------------------------------------------------- | ------------------ | --------- | --- |
| Fawzi Abdussalam                                              | sprint (m)         | 14e       | serie 2: V van TCH Tkáč herkansingen: V van GUY Joseph herkansingen 2: 2de 2de ronde serie 1: V van GDR Heßlich: walk-over |
| Khalid Shebani                                                | tijdrit (m)        | 17e       | 1.11,627 |
| Weg                                                           |                    |           | |
| El-Munsif Ben Youssef                                         | wegwedstrijd (m)   | DNF       | niet gefinisht |
| Ali Hamid El-Aila                                             | wegwedstrijd (m)   | DNF       | niet gefinisht |
| Mohamed Ganfud                                                | wegwedstrijd (m)   | DNF       | niet gefinisht |
| Nuri Kaheil                                                   | wegwedstrijd (m)   | DNF       | niet gefinisht |
| Ali Hamid El-Aila Mohamed El-Kamaa Nuri Kaheil Khalid Shebani | ploegentijdrit (m) | 21e       | 2:24.48,2 |

### Zwemmen
| Olympiër           | Discipline           | Resultaat | Prestatie                  |
| ------------------ | -------------------- | --------- | -------------------------- |
| Abdulwahab Werfeli | 100m vrije slag (m)  | 36e       | serie 1: 7de in 1.01,55    |
| Mohamed El-Naser   | 100m schoolslag (m)  | DSQ       | serie 1: gediskwalificeerd |
|                    |                      |           |                            |
| Nadia Fezzani      | 100m vrije slag (v)  | 28e       | serie 2: 8ste in 1.09,28   |
| Soad Fezzani       | 200m vrije slag (v)  | 22e       | serie 3: 8ste in 2.30,14   |
| Soad Fezzani       | 400m vrije slag (v)  | 19e       | serie 2: 7de in 5.16,17    |
| Soad Fezzani       | 100m rugslag (v)     | 24e       | serie 1: 6de in 1.16,83    |
| Nadia Fezzani      | 100m vlinderslag (v) | 24e       | serie 3: 6de in 1.12,94    |

Afghanistan · Algerije · Andorra · Angola · Australië · België · Benin · Birma · Botswana · Brazilië · Bulgarije · Colombia · Congo-Brazzaville · Costa Rica · Cuba · Cyprus · Denemarken · Dominicaanse Republiek · Duitse Democratische Republiek · Ecuador · Ethiopië · Finland · Frankrijk · Griekenland · Groot-Brittannië · Guatemala · Guinee · Guyana · Hongarije · Ierland · IJsland · India · Irak · Italië · Jamaica · Joegoslavië · Jordanië · Kameroen · Koeweit · Laos · Lesotho · Libanon · Liberia · Libië · Luxemburg · Madagaskar · Mali · Malta · Mexico · Mongolië · Mozambique · Nederland · Nepal · Nicaragua · Nieuw-Zeeland · Nigeria · Noord-Korea · Oeganda · Oostenrijk · Peru · Polen · Portugal · Puerto Rico · Roemenië · San Marino · Senegal · Seychellen · Sierra Leone · Sovjet-Unie · Spanje · Sri Lanka · Syrië · Tanzania · Trinidad en Tobago · Tsjecho-Slowakije · Venezuela · Vietnam · Zambia · Zimbabwe · Zweden · Zwitserland